# Ложе (Випава)
Ложе (словен. Lože) — поселення в долині річки Випава в громаді Випава, Словенія. Висота над рівнем моря: 139,4 метрів.

## Уродженці
- Ана Маєр-Канськи (1895—1962) — перша словенська хімік і доктор хімії.